# Eusebio Sempere
Eusebio Sempere (Onil, 3 aprile 1923 – Onil, 10 aprile 1985) è stato uno scultore e pittore spagnolo.

## Biografia di Eusebio Sempere
Nacque in una piccola località nella provincia di Alicante, ma già all'età di 17 anni si trasferì a Valencia per frequentare scuole d'arte.
Soggiornò a Parigi dal 1949 al 1958, ma la sua attività artistica si svolse in Spagna. Artista costruttivista fece esperienze con la luce e il movimento creando opere mobili e luminose. Infatti nel 1960 rientrò in Spagna e prese residenza a Madrid.